# Nanqiao, Guangdong
Nanqiao (kinesiska: 南桥) är ett stadsdelsdistrikt i sydöstra Kina. Det ligger i stadsdistriktet Chikan i staden Zhanjiang i provinsen Guangdong, omkring 360 kilometer sydväst om provinshuvudstaden Guangzhou. Antalet invånare är 79 189. Befolkningen består av 38 228 kvinnor och 40 961 män. Barn under 15 år utgör 16,0 %, vuxna 15-64 år 75 %, och äldre över 65 år 7,0 %.